# 2006년 레바논 전쟁
2006년 레바논 전쟁, 2006년 이스라엘-헤즈볼라 전쟁, 레바논에서는 7월 전쟁(아랍어: حرب تموز), 이스라엘에서는 제2차 레바논 전쟁(히브리어: מלחמת לבנון השנייה)은 헤즈볼라가 이스라엘 병사 2명을 납치한 것에 대한 보복으로, 2006년 7월 13일 이스라엘 육군이 탱크를 이용하여 레바논의 도시를 공격한 사건이다. 헤즈볼라 측의 저항도 만만치 않았으며 다수의 아랍 세계 국가들은 이스라엘을 공개적으로 비난하였다.
이스라엘은 연일 레바논 주요거점에 대해 폭격을 개시했으며, 이 과정에서 레바논 피난민들이 타고 있던 민간인 버스가 폭파되는 등 민간인 사상자가 속출하였다. 유럽 국가들은 이스라엘의 레바논 난민 무단 폭격에 대해 비난을 퍼부었으며 미국과 영국측도 유감을 표명했다.

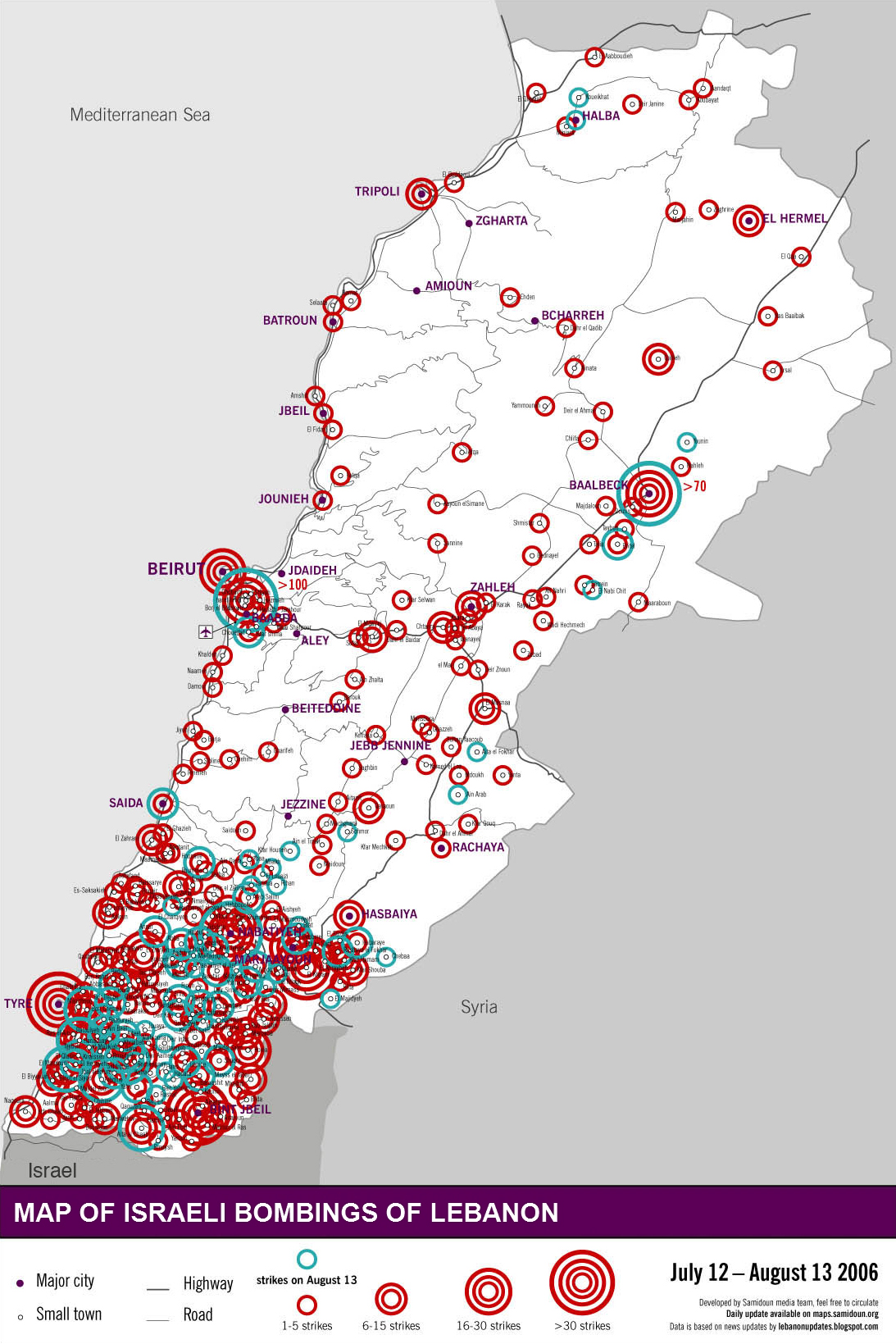
이스라엘이 공격한 지역들

2006년 8월 12일 이스라엘과 레바논 사이의 휴전 결의안이 국제연합 안전보장이사회에 의해 채택되었으나 이스라엘은 남부 레바논에서 공격을 계속했다. 같은날 이스라엘은 24명의 군인을 잃었다. 24명 중 5명의 군인들은 헤즈볼라가 이스라엘군의 헬리콥터로 쏘았을 때 죽었다고 한다.

## 전쟁 범죄 의혹
레바논 측은 이스라엘이 의도적으로 민간인들이 있는 곳들을 공격했다고 주장했으나 이스라엘은 헤즈볼라가 민간인들을 인간 방패를 사용해서 민간인 사상자를 늘렸다고 주장한다.

## 같이 보기
- 대리전 목록